# 1994 في الهند
فيما يلي قوائم الأحداث التي وقعت خلال عام 1994 في الهند.

## أفلام
من الأفلام التي صدرت هذه السنة في الهند:
- 1 يناير – أنا ماهر وأنت غير ماهر
- 1 يناير – رهان من إخراج راجيف راي.
- 1 يناير – لادلا من إخراج Raj Kanwar [الإنجليزية]‏.
- 1 يناير – يه ديلاجي

## مواليد

### سبتمبر
- 11 سبتمبر – ناميش تانيجا ممثل هندي.

### نوفمبر
- 8 نوفمبر – رامكومار راماناثان لاعب كرة مضرب هندي.

### ديسمبر
- 16 ديسمبر – ريتيكا سينغ ملاكمة كيك بوكسينغ هندية.
- 20 ديسمبر – نظرية ناظيم

## وفيات

### مارس
- 9 مارس – دفيكا راني (مواليد 1908) ممثلة هندية.

### يوليو
- 5 يوليو – محمد بشير (مواليد 1908)

### أغسطس
- 30 أغسطس – ليندساي أندرسون (مواليد 1923) مخرج أفلام بريطاني.

### ديسمبر
- 25 ديسمبر – زيل سينغ (مواليد 1916) سياسي هندي.